# Gaston Martineau
Pour les articles homonymes, voir Martineau.
Gaston Martineau est un journaliste, dessinateur et écrivain, né le 28 août 1924 au Havre et mort au Mans le 21 juin 1986.
Il utilise également les pseudonymes Gaston Martin, Alain Descarmes et Aldé[réf. nécessaire]